# Esquennoy
 Esquennoy  es una población y comuna francesa, en la región de Picardía, departamento de Oise, en el distrito de Clermont y cantón de Breteuil (Oise).

## Demografía
| 737 | 806 | 936 | 885 | 876 | 881 | 783 |
| Para los censos de 1962 a 1999 la población legal corresponde a la población sin duplicidades (Fuente: INSEE [Consultar]) |     |     |     |     |     |     |